# 曹俊彥
曹俊彥（1941年5月—）出生於日治台灣台北州台北市太平町5丁目（位於大稻埕）。有許多頭銜，被稱為台灣的漫畫家、插畫家、兒童畫家、兒童文學作家、圖畫作家等，由於創作類型多樣化，包含報章雜誌漫畫、童書插畫、圖畫書、商標設計、報紙插畫等，但大多數的作品是為兒童故事書繪圖，包含自寫自畫和為別人的故事繪圖，因此他在2011年八月舉辦的個人展時，以曹俊彥兒童文學美術五十年回顧為主題，覺得個人比較適合的頭銜是兒童文學美術工作者。

## 生平
曹俊彥是兒童文學界的長青樹，隨時隨地就能發想出有趣的點子、編出故事，拿起筆就能隨性畫起圖來，造就這一身功力，全得自於從小愛聽故事、愛畫畫，對於創作的熱情與堅持，以及對於生活點滴常保有天真的態度。
童年時期，有一次畫了一列與眾不同的火車，受到幼稚園老師大力的讚賞，對於畫畫就更有自信及興趣；1947年入小學附設幼稚園，陳美瑩老師以紙芝居說故事，讓曹俊彥印象深刻，並熱愛說故事。
幼年時期居住在台北大稻埕當時台灣最大的電影院附近，以及附近的印刷廠林立，為他提供了豐富的圖像環境，無形中培養了敏銳的視覺感受力。
因為太喜歡畫畫了，而荒廢了中學的學業，曾經休學在綠地印刷廠當了一年的學徒，不僅學得印刷知識，也有機會閱讀印刷廠內所收集豐富的美術資料，學徒的生涯讓曹俊彥接觸了許多西方近代美術作品，也促使他思考繼續升學的必要性，1958年考進台北師範學校藝術科，讓他得以發展自己的興趣，並有機會開始在「新生兒童週刊」發表插畫作品。
擔任小學老師後，除了關注兒童美術教育外，亦受到同事劉興欽先生的鼓勵，持續在兒童刊物投稿漫畫作品，並且為兒童刊物繪製插圖、做封面設計。自此，曹俊彥以「我來畫好書‧好書我來畫」的心情來為兒童創作，希望提供孩子們優秀的閱讀作品。至今曹俊彥已經創作出版了超過兩百多本的童書，包含自寫自畫與為人繪圖插畫的作品。

## 學歷
- 臺中師專
- 臺北師範藝術科
- 東方中學（現為臺北市私立東方高級工商職業學校）[2]

## 經歷
- 1954年 - 入綠地印刷廠任小工，接觸世界美術全集。
- 1959年 - 為台北師院國語科教師那宗訓在《新生兒童》發表的兒歌作插畫。
- 1961年 - 在永樂國小服務，與學長劉興欽一起編繪中心德目漫畫海報，貼在玄關。繪《新生兒童》封面。
- 1964年 - 繪臺灣省政府教育廳《中華兒童叢書》第一本書《小紅計程車》、漫畫「巧雲」。
- 1965年 - 繪廣告漫畫（培寶）連載於國語日報、課本插圖。
- 1966年 - 擔任臺北市大同國民小學美術教師。
- 1967年 - 下半年，入伍服役。服兵役期間，由於優異的繪畫本領，被調到師部編畫三民主義的教具。
- 1968年 - 上半年，服兵役。退伍後，完成二年義務小學教師工作。
- 1971年 - 三月起，擔任台灣省政府教育廳兒童讀物編輯小組美術編輯。設計台灣省政府教育廳金書獎之獎牌。
- 1972年 - 協助李南衡、邱清剛編繪《兒童月刊》。
- 1974年 - 設計洪建全教育文化基金會「洪建全兒童文學獎」獎牌。
- 1975年 - 協同潘人木女士，請台灣省政府教育廳毛順生專員、王紹禎科長等建議教育廳編纂《中華兒童百科全書》。
- 1977年 - 開始編輯《中華兒童百科全書》。
- 1980年 - 擔任信誼基金會童書編輯部總編輯。策劃編輯《小袋鼠月刊》。
- 1981年 - 與李南衡先生赴日本參訪多家出版社編輯及繪本作家，並參觀東京岩崎知弘美術館（日语：ちひろ美術館・東京）。策劃編輯信誼基金會「數學寶盒」。
- 1982年 - 《絨寶兒》(中華兒童叢書，1978)插畫獲頒金書獎。
- 1984年 - 《白米洞》獲金鼎獎。與高明美、李南衡策劃編輯「語文系列」。
- 1985年 - 參加「'85兒童圖畫書原作展」，展出「龍是好朋友」、《走金橋》及《小胖小》插圖。中華民國兒童文學學會成立，任常務理事，設計會徵。
- 1986年 - 之後成為自由作家。《第一好張得寶》獲金書獎。在國產汽車藝展中心展出「我歌，我畫，我關懷」，作品包含《大頭仔生後生》、《歲時歌》等臺語兒歌原畫。中華民國兒童文學學會第一屆會員插畫原作展，12月於高雄文化中心兒童圖書館展出。
- 1987年 - 設計童馨園出版社社徵，任童馨園出版社顧問。設計鞋子劇團團徽。12月17~21日赴香港參加「兩岸三地兒童圖畫插畫原作展」，展《小黑捉迷藏》原畫。
- 1988年 - 擔任信誼基金會「信誼幼兒文學獎」籌備及第一屆評委。設計鄭彥棻基金會「中華兒童文學獎」標誌。設計何嘉仁美語河馬及H字標誌。設計親親出版社新標誌。參加中華民國兒童文學學會於大地藝術中心舉辦之「詩畫童心」聯展。
- 1989年 - 親親籌編《親親自然》月刊，任編輯顧問。編光復書局「幼兒圖畫書」數學部份。
- 1990年 - 獲頒中華民國畫學會「插畫金爵獎」。任何嘉仁美語美術顧問。
- 1991年 - 獲頒鄭彥棻基金會「中華兒童文學獎」。
- 1992年 - 雞、狗、豬郵票圖案獲選為交通部郵政總局新年郵票。設計交通部郵政總局童玩郵票82年版。赴海南島參與幼兒繪本研討會，同行有林煥彰、謝武彰。
- 1993年 - 設計《聯合報》「讀書人獎徽」。
- 1994年 - 曹叔叔講古二十篇改稱「曹爺爺的無字漫畫」，加彩，刊於日本《大口袋》雜誌（福音館出版）。任《國語日報週刊》及《親親自然》編輯顧問。
- 1995年 - 獲頒信誼基金會「幼兒文學貢獻獎」。
- 1996年 - 交通部郵政總局兒歌郵票提案。
- 1997年 - 繪交通部郵政總局兒歌郵票第一輯「動物篇」。
- 1998年 - 繪兒歌郵票第二輯「育兒篇」。
- 1999年 - 繪兒歌郵票第三輯「遊戲篇」。
- 2000年 - 赴日本山梨、小淵澤、清里、鐮倉、東京等地參訪繪本小形美術館。
- 2003年 - 陶情館與文友一起畫故事陶盤，並展出。國立臺東大學兒童文學研究所典藏原圖《圓仔山》、《白米洞》、及《小紅計程車》等三冊。
- 2006年 - 擔任第一屆全國學生圖畫創作賽評審。
- 2007年 - 受上海師範大學邀請擔任繪本研習講師，11月22-27日。
- 2009年 - 擔任國立臺東大學駐校藝術家(2009年9月至2010年8月)。
- 2010年 - 曹俊彥雙個展：「庶民生活」與「我的小黑」。
- 2011年 - 獲頒「好書大家讀」活動20周年「插畫得獎次數最多」獎牌。提供《神鑼》等作品參與國立臺灣美術館「繪本花園百人展」活動展出。受國立中央圖書館臺灣分館之邀舉辦「天真與視野－曹俊彥兒童文學美術五十年回顧展」，並舉行研討會及座談會，出版展覽專輯。

## 作品

### 【得獎作品】
- 絨寶兒(金書獎)
- 白米洞(金鼎獎)
- 第一好張得寶(金書獎)

【童書作品】說明－「繪」:為他人作品繪圖；「編繪」:自寫自畫圖畫書
- 1964年 - 繪中華兒童叢書第一本《小紅計程車》。
- 1966年 - 繪《我們都長大了》、《養鴿子》、《飛機》。
- 1967年 - 繪《冒氣的元寶》、《玩具的假期》、《鄉土神話》。
- 1968年 - 繪《外科三要事》、《紅葉之歌》、《血液》。
- 1969年 - 繪國立編譯館《國小常識》、《國小音樂》。繪《運動和健康》、《九樣科學小展品》、《天黑了》、《養雞新法》、《巨大的野獸》。
- 1970年 - 繪《老教授冬眠》。
- 1971年 - 繪《彩虹街》、《小圓圓根小方方》、《珊瑚》、《稻草人卡卡》、《郵政和郵票》。
- 1972年 - 繪《錢的故事》、《怪東西》。
- 1973年 - 繪《開荒的孩子》、《獸類金牌獎》、《小蝌蚪找媽媽》。
- 1974年 - 繪《小紅和小綠》、《奇異的植物》、《小時候》。
- 1975年 - 繪《時計鐘錶》、《維他命的故事》、《岩石─地球的記事本》、《小獅子的話》、《認識原子》、《石頭多又老》、《作畫真好玩》。
- 1976年 - 繪《兒時趣事》、《大蟻小蟻歷險記》、《圓》、《跳鼠要回家》、《奇妙的子貝殼》。
- 1977年 - 繪《汪小小養鴨子》、《絨寶兒》、《竈神的故事》。
- 1978年 - 繪《小黑捉迷藏》、《神鑼》、《無花城的春天》、《過新年》。
- 1979年 - 繪《我長大了》。
- 1980年 - 繪《恐龍》、《一棵九枝的老槐樹》、《康爺醒》。作《我是魔術書》。繪《老鼠娶親的故事》。
- 1981年 - 繪《家具會議》、《二老比鐘》、《瓶子裡的小星星》、《畫月亮》。
- 1982年 - 繪《龍來的那一年》、《醫學童話》。
- 1983年 - 繪《聚寶盆》。繪幼兒啓蒙書內含〈手〉、〈耳朵〉、〈眼睛〉、〈嘴巴〉、〈我的一天〉、〈電器用品〉、〈水果〉、〈衣物〉、〈交通工具〉、〈動物〉十小本一套。
- 1984年 - 繪「365個朋友」封面(8幅)及內頁插圖、《快把窗子打開》、《小鴨鴨的朋友》、《第一好張得寶》、《小青蛙到智慧林》、《臺灣國語知多少》、《小胖小》。
- 1985年 - 繪《謎語》、《赤腳走過田園》。
- 1986年 - 繪《神祕老鼠國》、《串個條件》、《大家來數123》、《笑嘻嘻的彌勒佛》。
- 1987年 - 繪〈趣味圖鑑〉作為《央央》周刊封面。繪《好好愛我》、《我們的新家》、《木匠的兒子》、《大蜥蜴》、《母雞生蛋了》、《捉迷藏》。
- 1988年 - 繪《魔瓶》、《校長上小學》、《流浪的狗》、《切切切》、《嘟嘟嘟》、《白白黑黑花花》、《蛇精與龜精的恩怨》、《列子》、《ABC圖畫書》。與嶺月合作《達達長大了》系列。繪臺中圖書館「兒童文學選輯」插圖。
- 1989年 - 繪《達達長大了》第二輯。
- 1990年 - 編繪《大家來排隊》、《你一半我一半》、《別學我》、《一條尾巴十隻老鼠》、《上下裡外》。繪《ABC圖畫書》。
- 1991年 - 繪《紅龜粿》、《臺灣早期開發─澎湖地區》、《冬天來啦》、《特別通行證》、《說說唱唱兒歌》。
- 1992年 - 繪《圓仔山》、《幼幼小書》第三輯、《順風耳的新香爐》。
- 1993年 - 編繪幼兒書《蝴蝶結》。繪《膽小獅特魯魯》、《水果的秘密》、《水牛奧奧》、《冰小鴨的春天》、《回去看童年》。
- 1994年 - 編、繪、寫「光復幼兒成長圖畫書數學系列」八冊。編繪《一隻小雨傘》、《幾隻熊》。繪《拍花蘿》、《天霸王》、《布袋戲》、《大喇叭》、《民主的對話》、《小乖熊的兔兒爺》。
- 1995年 - 編繪《赤腳國王》。繪《小蝸牛的夢》、《偷牛的人．猴子扔豆子》、《小豬希哩呼嚕》、《小朋友寫蔬菜》、《橋》。
- 1996年 - 繪《開心女孩》、《阿公的八角風箏》、《關係日常生活最深的－民法》。編繪《加倍袋》。
- 1997年 - 繪《老枴杖．直溜溜》、《正月正》、《蔚藍的太平洋日記》。編繪《好寶貝》、《大塊頭小故事》。
- 1998年 - 編繪《屁股山》。繪《鸚鵡與小孩》、《點子老師》封面、《太吵了》、《紅田蠳》、《火金姑》、《童顏》、《海海人生》。
- 1999年 - 繪《妮子家的事》、《月餅的故事》、《鼠的祈禱》。
- 2000年 - 繪《大頭仔生後生》、《好好愛我－一起認識兒童權力公約》、《疼惜我們的寶貝》、《潮來潮去》、《小搗蛋外傳》、《紡織女》。
- 2001年 - 繪《快樂天堂》、《我家開戲院》。
- 2002年 - 編繪《阿比，比一比》。繪《阿公的紅龜店》、《化悲情為大愛的人生路─林宗義的故事》。
- 2003年 - 繪《發亮的小河》、《蔬菜、水果的故事》。編繪《塗塗抹抹蠟筆畫》。
- 2004年 - 繪《森林之海》談漂流木與森林保育，惜未出版。繪《野薑花的婚禮》。
- 2005年 - 繪《醜小鴨》（安徒生童話四冊之一）、《飛翔的靈魂》。
- 2006年 - 繪《山櫻花》、《無限的天空》、《西北雨》、《亞洲鐵人楊傳廣》。
- 2007年 - 繪《小孩與螃蟹》。
- 2008年 - 繪《希‧瑪德嫩》、《影子不上學》。
- 2009年 - 繪《誰是膽小鬼》、《十二生肖同樂會》。
- 2010年 - 繪《蝸牛強強》、《林良爺爺你請說》、《班長下臺》。
- 2011年 - 繪《花木村與盜賊門》。

### 【漫畫作品】
- 1964年 - 漫畫「巧雲」。
- 1972年 - 於中國時報發表四格漫畫「大塊頭」。
- 1986年 - 《兒童的》雜誌開始連載漫畫〈嘟嘟豬〉。
- 1987年 - 《新生兒童》月刊開始連載連環畫〈曹叔叔講古〉。
- 1989年 - 連環漫畫〈小巫婆〉於《民生報》連載。連環漫畫〈曹叔叔講古〉於《新生兒童》月刊連載。連環漫畫〈妙法師〉於《兒童的》雜誌連載。連環漫畫〈大塊頭〉於《巧兒園》雜誌連載。
- 1998年 - 「這個故事我會說」徵文漫畫〈ㄇㄧˊㄇㄧˊ〉開始於國語日報週刊連載。
- 2009年 - 短篇漫畫「好朋友的故事」於《國語日報》周刊連載。
- 2011年 - 編繪《小黑大變身》。

### 【非童書作品】
- 2011年 - 個人速寫畫冊《早安臺灣》。創作專輯《雜繪－曹俊彥兒童文學美術五十年》。
- 2021年 - 《曹俊彥快點來上班》[3]

## 相關
- 曹俊彥的女兒曹益欣也是繪本作家。
- 2018年臺中市政府文化局邀請方梓、方耀乾、王金選、平路、石德華、向陽、宇文正、吳晟、李如青、李勤岸、曹俊彥、陳幸蕙、陳憲仁、陳雨航、曾貴海、楊翠、楊錦郁、劉克襄、蔡素芬、蕭蕭、鍾永豐、鍾怡雯等國內作家、詩人組成本屆評審團[4]。

## 外部連結
- 天真與視野—曹俊彥兒童文學美術五十年回顧展，展期:2011年8月3日~28日[6]

## 註解
1. ↑  .   [2021-10-25]. （原始内容存档于2021-10-27）.
2. ↑  .   [2021-10-25]. （原始内容存档于2021-10-27）.
3. ↑  .   [2021-10-25]. （原始内容存档于2021-10-27）.
4. ↑  .   [2018-09-23]. （原始内容存档于2018-09-23）.
5. ↑  .   [2016-03-23]. （原始内容存档于2016-04-07）.
6. ↑   (PDF).   [2021-10-25]. （原始内容存档 (PDF)于2021-10-25）.